# Gustaf Goldkuhl
Gustaf Goldkuhl, född 26 mars 1890 i Bolstads församling, Älvsborgs län, död 22 april 1969 i Lidingö, var en svensk ingenjör och skolledare. 
Goldkuhl utexaminerades från avdelningen för väg- och vattenbyggnadskonst på Chalmers tekniska läroanstalt 1913. Han var ingenjör på Göteborgs stads byggnadskontor 1913–1916 och Stockholms stads byggnadskontor 1917. Goldkuhl blev riddare av Vasaorden 1941 och kommendör av Nordstjärneorden 1961.
Goldkuhl var lärare på Tekniska skolan i Katrineholm 1916–1921. Han var rektor och innehavare av Tekniska institutet i Stockholm från 1921 samt studierektor vid stiftelsen Tekniska institutet och dess ordförande från 1961. Han var ordförande i styrelsen för Aktiebolaget Teknikum 1924–1962. Han skrev Praktisk handledning vid räknestickans användning (1923, 19:e upplagan 1971) samt kompendier i bland annat hållfasthetslära, fältmätning och vatten och avloppsteknik.
Gustaf Goldkuhl var son till handlaren Wilhelm Goldkuhl och Sofie Janson. Han var sedan 1918 gift med Carola Goldkuhl.